# Pseudeutreta ligularis
Pseudeutreta ligularis är en tvåvingeart som beskrevs av Bates 1933. Pseudeutreta ligularis ingår i släktet Pseudeutreta och familjen borrflugor. Inga underarter finns listade i Catalogue of Life.